# Omega Nunatak
Omega Nunatak är en nunatak i Antarktis. Den ligger i Östantarktis. Argentina och Storbritannien gör anspråk på området. Toppen på Omega Nunatak är 1 518 meter över havet.
Terrängen runt Omega Nunatak är en högslätt. Trakten är obefolkad. Det finns inga samhällen i närheten.